# Horaku-ji
Le Hōraku-ji (法楽寺 ()) est un temple bouddhiste situé dans l'arrondissement Higashisumiyoshi-ku, à Osaka, au Japon.

## Histoire
Le temple a été fondé en 1178 par Taira no Shigemori, le fils de Taira no Kiyomori, pour honorer les esprits des guerriers morts à la bataille, quel que soit leur camp.
Le temple a été détruit par les forces d'Oda Nobunaga en 1571, mais il a été reconstruit peu après.

## Voir également
- Treize sites bouddhistes d'Osaka